# Satya Yuga
 (août 2014).
Si vous disposez d'ouvrages ou d'articles de référence ou si vous connaissez des sites web de qualité traitant du thème abordé ici, merci de compléter l'article en donnant les références utiles à sa vérifiabilité et en les liant à la section « Notes et références ».
Le Satya Yuga, ou Krita Yuga, est une période selon la cosmogonie de l'hindouisme, période de 1,728 million d'années. Il représente la première période de renouveau et l'âge d'or de l'humanité régit alors par les dieux et la morale. La dernière ère est le Kali Yuga ou kaliyuga (en écriture devanāgarī : कलियुग, « âge de Kali » ou « âge de fer »), est le quatrième et actuel âge ; les trois autres étant le Krita Yuga, le Trétâ Yuga (en) et le Dvapara Yuga. Ces quatre âges sont inclus dans le Mahayuga.
Selon le traité d'astronomie Surya Siddhanta, qui forme la base des calendriers hindou et bouddhiste, le Kali Yuga commence à minuit le 18 février -3102 selon le calendrier julien proleptique ou le 23 janvier -3102 selon le calendrier grégorien proleptique, jour de la mort de Krishna, tué par un chasseur, selon le Mahābhārata. Cette date est le point de départ du calendrier hindou.
Le Kali Yuga s'achèvera 432 000 ans plus tard, c'est-à-dire en l'an 428 898 EC, quand une nouvelle descente (avatâr) de Vishnou ramènera l'Ordre (dharma) et le bonheur sur Terre pour recommencer un nouveau cycle des yuga.
Les hindous croient que la civilisation humaine dégénère spirituellement au cours du Kali Yuga, qui est dénommé « l'âge noir », car durant cette période les gens sont aussi éloignés que possible des dieux. L'hindouisme souvent représente symboliquement la morale (dharma) comme un taureau. En Satya Yuga (Kriti yuga), la première étape du développement, le taureau a quatre pattes, mais la morale dans chaque âge est réduite d'un quart. À l'âge de Kali, la morale est réduite à seulement un quart de celle de l'âge d'or, de sorte que le buffle du Dharma n'a qu'une patte.
Le Kali Yuga tire son nom du démon Kali (कलि), qui ne doit pas être confondu avec la déesse Kâlî (काली). En effet, alors que le Krita Yuga est censé être l'âge d'or, le Kali Yuga est celui où les êtres souffrent le plus, et où ils sont les plus nombreux à souffrir, et ce faisant, où il est plus facile d'atteindre la Délivrance (Moksha) des réincarnations.